# セットアップ (映画)
『セットアップ』（Setup）は2011年のアメリカ合衆国の犯罪映画。監督はマイク・ガンサー、出演はカーティス“50Cent”ジャクソンとブルース・ウィリスなど。本国アメリカでは劇場公開されずDVDスルーされた（2011年9月20日発売）。撮影開始は2010年11月28日。

## ストーリー
サニー、ビンス、デイブの3人は兄弟同然に育ったチンピラ仲間。
ビンスの計画で3人はダイヤモンドの配達人が乗った車を襲って500万ドル相当のダイヤモンドを強奪する。
しかし、ビンスが裏切り、サニーとデイブを撃つとダイヤモンドを独り占めして逃走する。
デイブは死ぬが、かろうじて助かったサニーはビンスの行方を追う。
そんなサニーに裏社会を牛耳るギャングのボス・ビグズが近づく。
ビグズはサニーを強引に仲間に引き入れ、手下のピーティと共に200万ドルを奪い返して来るように命令する。
首尾よく200万ドルを手に入れたサニーだったが、帰りに寄ったヤクの売人の家でピーティが銃の暴発事故で死んでしまう。
ビグズがこの事故を信じないと考えたサニーはピーティの死体を処分し、200万ドルを持って逃げる。
サニーはダイヤモンドの配達人が乗った車を運転していた女がビンスの仲間だと気付き、ビンスの居場所を突き止める。
サニーが自分の行方を追っていることを知ったビンスは、かねてより付き合いのあるマフィア・ジョンRに助けを求めるが、ビグズとの対立を避けたいジョンRはそれを拒否する。
一方、サニーはビグズにピーティを殺して金を奪ったのはビンスだと嘘の告白をする。
これにより、ビグズとジョンRが直接対決することになる。
銃撃戦の中、逃げ出したビンスを追ったサニーは遂にビンスを捕まえ、兄弟同然に育ったビンスが裏切った理由を問い詰める。
するとビンスは、サニーもデイブも自分がいなければこれまで生きて来れなかったと恩を売り、サニーをなじる。
そして、服役中の父親を守るために刑務所の所長に賄賂を渡す必要があったことを告白する。
ビンスへの憎しみをぶつけつつもサニーは結局ビンスを殺さずにその場を後にする。
ビンスが賄賂を渡せなかったため、ビンスの父ウィリアムは一般房に移され、囚人に殺される。
デイブの恋人バレリーのもとにはサニーが密かに送った金が届く。
そして、サニーは町を出て行く。

## キャスト
サニー
演 - カーティス“50Cent”ジャクソン、声 - 伊藤健太郎
チンピラ。子供の頃は神父になりたかった。
ビグズ
演 - ブルース・ウィリス、声 - 綿引勝彦
ギャングのボス。
ビンス・ロング
演 - ライアン・フィリップ 、声 - 高口公介
サニーの親友。服役中の父親の身を案じる。
ミア
演 - ジェナ・ディーワン、声 - 内野恵理子
ダイヤモンド配達人が乗っていた車の女運転手。ビンスの親戚で共犯者。
ピーティ
演 - ランディ・クートゥア、声 - 長島真祐
ビグズの右腕。
ウィリアム・ロング
演 - ジェームズ・レマー、声 - 板取政明
ビンスの服役中の父親。凶暴。
ロス
演 - ショーン・トーブ、声 - 宮本崇弘
ヒットマン。強奪されたダイヤモンドの行方を執拗に追う。
ジョーイ
演 - ウィル・ユン・リー、声 - 稲村透
サニーの友人。ビンスに撃たれたサニーの怪我の手当をする。
デイブ・ホール
演 - ブレット・グランスタッフ、声 - 金子修
サニーとビンスの兄弟同然の幼なじみ。ビンスに撃たれて死ぬ。
バレリー
演 - スージー・アブロマイト、声 - 市川ひかる
デイブの恋人。デイブと新居での生活を始めたばかり。
ジョンR
演 - リチャード・ゴテリ、声 - 栗田圭
マフィア。ビンスから助けを求められる。
精肉店主
演 - ラルフ・リスター、声 - 宮本崇弘
サニーから死体処理を依頼される。